# DREAM GOES ON
《DREAM GOES ON》是日本乐队Every Little Thing在2009年9月23日公開的第36首單曲作品。

## 收錄樂曲
- DREAM GOES ON
- spearmint
- DREAM GOES ON（Instrumental）
- spearmint（Instrumental）